# USA-214
El USA-214, conocido antes de su lanzamiento como Avanzado de Frecuencia Extremadamente Alta 1 o AEHF SV-1, es un satélite de comunicaciones militares operado por la Fuerza Aérea de los Estados Unidos. Es la primera de las cuatro naves espaciales que se lanzará como parte del programa Advanced Extremely High Frequency , que reemplazará al anterior sistema Milstar.
Fue lanzado el 14 de agosto de 2010 a bordo de un Atlas V.